# José Joaquín Arrospide
José Joaquín Manuel Eloy Arrospide Echeverría (Tolosa, 25 de junio de 1862-Montevideo, 18 de abril de 1928) fue sacerdote y obispo en el Uruguay, segundo obispo de Melo. Se le recuerda en Melo como «el obispo párroco», porque con frecuencia suplía a los sacerdotes en sus ausencias. 

## Datos biográficos
Nació en Tolosa (Guipúzcoa), España, el 25 de junio de 1862. Vino a Uruguay siendo niño. Cursó estudios en el seminario de Montevideo y luego en el Colegio Pío Latinoamericano y la Pontificia Universidad Gregoriana de Roma. Fue ordenado sacerdote el 20 de diciembre de 1890. Fue cura de Pando desde 1893 y en 1898 es trasladado a Durazno, donde permaneció casi un cuarto de siglo, siendo además vicario foráneo para Trinidad, Paso de los Toros y Sarandí Grande.
Fue nombrado obispo de Melo el 21 de julio de 1922 y ordenado obispo el 25 de febrero de 1923, en la Iglesia San Pedro de Durazno, donde había sido párroco. Su ordenante principal fue Juan Francisco Aragone, arzobispo de Montevideo y los coordinantes su predecesor, José Marcos Semería, con quien mantuvo frecuente correspondencia y guardó siempre buena amistad y Tomás Gregorio Camacho, obispo de Salto.
Nombró como vicario general al presbítero Generoso Pérez, que lo había sido de Juan Francisco Aragone en Montevideo.
Desarrolló una intensa actividad misionera, visitando ciudades y pueblos. Actuó con gran disponibilidad. Lo mismo le daba suplir a un Párroco en sus vacaciones o ausencias que presidir un Congreso. Creó muchas parroquias nuevas, entre ellas Fray Marcos, Casupá y San Gregorio de Polanco.
En los cinco años que gobernó la Diócesis, demostró un gran interés por toda obra de apostolado y progreso espiritual para la Diócesis Instituyó la Asociación de Contribución al Culto, especialmente para el sostenimiento de los seminaristas.
Restauró la Catedral, cuyas obras, iniciadas en 1857, habían quedado paralizadas por medio siglo, después de la inauguración en 1876 de la nave central, y que ofrecía el aspecto de un edificio vetusto y en pésimas condiciones.
En una de sus numerosas recorridas misioneras, de visita en el pueblo de Carmen en el Departamento de Durazno, se sintió indispuesto. De regreso en Melo, fallecería un mes después, el 18 de abril de 1928. Al frente de  la Diócesis quedó provisoriamente Generoso Pérez, como vicario capitular.
| Predecesor: José Marcos Semería | Obispo de Melo 1923-1928 | Sucesor: Miguel Paternain |

## Algunos escritos pastorales
- Carta Pastoral con motivo de su consagración episcopal
- Circular sobre el apostolado de la oración
- Circular sobre la enseñanza del catecismo
- Circular a los señores curas sobre formación de bibliotecas para el clero
- Carta pastoral con ocasión de la Cuaresma
- Carta al Consejo de la Unión Cívica
- Carta pastoral sobre el Rosario